# メアリ・ジキルとマッド・サイエンティストの娘たち
『メアリ・ジキルとマッド・サイエンティストの娘たち』（The Strange Case of the Alchemist's Daughter）は、シオドラ・ゴスの2017年のデビュー長編小説。本作は、『アテナ・クラブ』シリーズの第1作でもある。
ゴスは、『ジキル博士とハイド氏』、『フランケンシュタイン』、『ラパチーニの娘』、『モロー博士の島』、『吸血鬼ドラキュラ』、シャーロック・ホームズなどの19世紀の古典的なゴシックやホラー作品を参考に、メアリー・シェリー、ロバート・ルイス・スティーブンソン、H・G・ウェルズ、ブラム・ストーカー、ナサニエル・ホーソーンといった文学界の巨匠たちの作品をフェミニストの視点から再解釈し、切り裂きジャック殺人事件の歴史的記録も描いている。
この物語は、文学上の人物であるジキル博士の娘のメアリ・ジキルが、主要な文学上の人物の架空の娘たちと出会い、心を通わせ、シャーロック・ホームズやドクター・ワトスン、フランケンシュタインの怪物などの19世紀の著名な文学的キャラクターと協力してロンドンで起こる連続殺人事件の謎と、自分自身の家族の謎を解いてゆく様子を描いている。物語の中心となるのは、アテナ・クラブを形成する女性たちのつながりとさまざまな経験、彼女たちが経験する抑圧、そして彼女たちがどのようにしてお互いに力を与え合い、偉業を成し遂げたかである。
『メアリ・ジキルとマッド・サイエンティストの娘たち』はローカス賞 第一長編部門を受賞し、ネビュラ賞 長編小説部門の候補となった。

## あらすじ
メアリ・ジキルは母の死後、孤独で経済的に困窮し始めていた。父のかつての友人であり殺人犯でもあるエドワード・ハイドが近くにいる可能性を示唆する手がかりが浮かび上がり、メアリは父の過去の秘密に興味を抱き始める。ハイド逮捕につながる情報に懸賞金がかけられていることを知り、家族の謎を解明することで、自身の経済的な苦境をすべて解決できるかもしれないと気づく。
母親が修道会に送金した金銭の痕跡を辿り、メアリはやがてハイドの娘ダイアナに辿り着く。ダイアナは野生児で、修道女たちに育てられた。ダイアナはメアリに、実は二人は異母姉妹であることを告げるが、メアリはその事実を受け入れるのが難しかった。メアリの捜査は、その地域で連続女性殺人事件を捜査していたスコットランドヤードの捜査と重なり、シャーロック・ホームズと知り合う。ホームズとドクター・ワトソンは、ハイド捜索を続けるメアリに協力する。その過程で、メアリは悪名高い科学者たちの恐ろしい実験によって生み出された他の「怪物」娘たち、ベアトリーチェ・ラパチーニ、キャサリン・モロー、そしてジュスティーヌ・フランケンシュタインを発見し、友情を育んでいく。
彼らの調査が、不道徳で権力に狂った科学者たちの秘密組織「錬金術師協会」の発見へと繋がると、過去の恐怖が蘇る。今、怪物たちがついに極悪非道の輩に勝利を収める時が来た。

## 評価
パブリッシャーズ・ウィークリー誌は星付きのレビューの中で『メアリ・ジキルとマッド・サイエンティストの娘たち』を「物語を取り戻す力作であり、素晴らしいウィットと洞察力で実行された」と評し、ゴスを「男性によって定義された前提を、女性たちが自らの運命を形成する立場に属させるという課題を容易に克服した」と評価した。
ジェイソン・ヘラーはNPR局でのレビューで「『娘たち』はテンポが速く、筋書きも完ぺきなミステリーで、読者がずっと知っていると思っていた魅力的な登場人物だけでなく、想像もできなかったような登場人物も登場する。フェミニズム、ジェンダーの流動性、20世紀初頭における近代性の到来といった、より重いテーマを取り上げているときでさえ、彼女は機知と繊細さをもってそれらを扱っている」と述べている。
カーカス・レビュー誌はそれほど熱狂的ではなく、「参照されている小説に過度に依存していること、登場人物が互いの物語についてコメントするという気を散らす文学的仕掛け、そしてより広範な謎への言及のために、登場人物が十分にふさわしい独立した性格付けを受ける余地がない」、そして「市場に出回っている多くのキャラクターマッシュアップストーリーとは一線を画す、可能性に満ちた前提にもかかわらず、この部分集は生き生きとしていない」と意見を述べた。

## テーマ
Tor.comのリー・シュネルバックは、『娘たち』を「ヴィクトリア朝時代のフェミニスト的再解釈」であると同時に、「階級、移動性、礼儀、そして財政状況、そしてそれらが女性の生活にどのように影響し、どのように制約しているかを考察したもの」と評している。
ゴスは博士論文執筆中に「なぜ19世紀の物語に登場するマッドサイエンティストの多くが、女性の怪物を創造したのか、あるいは創造し始めても破壊したのか？」という問いに初めて取り組み、その後、2010年にストレンジ・ホライズンに掲載された短編小説「The Mad Scientist's Daughter」（マッドサイエンティストの娘）でこの問いを探求した。
ゴスは、これらの女性モンスターを生み出した残忍な扱いに焦点を当て、なぜ女性が科学者たちの標的にされ続けたのかを問いかけている。ゴスは、いずれの作品においても、人類に変化をもたらす手段として変身させられた登場人物、急速に変化する世界を継承する新しい世代に能力を伝承できる母親を描いている。ゴスの描く女性たちは、他者と協調する意志がなく、研究所や孤島、城といった孤独な場所で暮らす創造主とは異なり、自らの運命を掌握し、残忍な殺人を阻止するために協力し合う。

## キャラクター
登場人物の女性たちはそれぞれ、家父長制社会における女性観の一側面を体現している。ゴスは物語の途中で女性たちに「口出し」をさせており、それによって読者は女性の一人、キャサリン・モローが物語を書き写していることを知ることになる。
- メアリ・ジキル: 故ヘンリー・ジキル博士の娘で、最近貧困に陥ったイギリスの貴婦人。メアリは、父とハイド氏との関係、そして母が物語にどのように関わっているのかを含め、父の遺産を調査することを決意する。彼女はグループの中で論理的で組織力のあるメンバーであり、シャーロック・ホームズの助手となる。メアリーは、アテナ・クラブを形成する他の「怪物」女性たちをまとめ、互いに家族のように接するようになる。
- ダイアナ・ハイド: ジキル博士の別人格であるハイド氏の娘でメアリの異母妹。ダイアナは奔放で、犯罪者と親しく、社会の慣習に従うことや権威を受け入れることを断固として拒否する。彼女は尼僧に育てられたが、その費用はメアリーの母が密かに負担していた。
- ベアトリーチェ・ラパチーニ: ジャコモ・ラパチーニ博士の娘。物語「ラパチーニの娘（英語版）」に描かれているように、彼女は父親の毒の庭で育てられ、毒に対する免疫を獲得したが、その代償として彼女自身も毒を持つようになった。
- キャサリン・モロー: モロー博士の最高傑作で、ピューマから進化させられた人間。＜猫娘＞と呼ばれるモローは、猫のような目と尖った歯を覗けば人間と全く同じ姿をしている。
- ジュスティーヌ・フランケンシュタイン: フランケンシュタイン博士の創造物。本来の創造物の伴侶となるはずだった。フランケンシュタインの「アダム」に不本意にも捕らえられたジャスティーンは、なんとか脱出して最終的にキャサリン・モローと合流する。
- ミセス・プール: ジキル家の家政婦で、メアリが家計を維持できない状況になっても、メアリと彼女が「集めた」女性たちの世話役を務める。
- シャーロック・ホームズ: この有名な探偵は、ホワイトチャペル殺人事件（物語には登場しない切り裂きジャックの事件を指す）の捜査中にメアリー・ジキルの錬金術師協会の捜査と遭遇し、彼女と知り合うことになる。
- ドクター・ワトスン: ホームズの紳士的な相棒であり、医療専門家として、また真実の追求に同行してメアリーや他の女性たちを助ける。
- エドワード・ハイド: ヘンリー・ジキル博士の犯罪者の別人格。
- アダム: フランケンシュタインの怪物。ジュスティーヌに執着しており、彼女の意志に反してでも彼女を自分の伴侶にしようと決意している。

## 受賞歴
| 年   | 賞                     | 部門     | 結果       | 参照 |
| ---- | ---------------------- | -------- | ---------- | ---- |
| 2017 | ネビュラ賞             | 長編小説 | ノミネート |      |
| 2018 | ローカス賞             | 第一長編 | 受賞       |      |
| 2018 | アウディ賞             |          | 受賞       |      |
| 2018 | ラリアット賞           |          | 受賞       |      |
| 2018 | コンプトン・クルック賞 | 第一長編 | ノミネート |      |
| 2018 | 世界幻想文学大賞       | 長編     | ノミネート |      |

## 映像化
2018年11月、『メアリ・ジキルとマッドサイエンティストの娘たち』が、The CW向けにA・J・メアシャルの脚本でシリーズ化されることが発表された
。これは、ゴス作品で初めての映像化となる。